# Хиллемахер, Эжен Эрнест
Эжен Эрнест Хиллемахер (фр. Eugène Ernest Hillemacher; 13 октября 1818, Париж — 2 марта 1887, Париж) — французский исторический живописец. 

## Биография
Родился в 1818 году в Париже. Был выходцем из творческой семьи: дед по матери был бельгийским офортистом, сестра и два сына стали композиторами, брат, как и дед, был гравёром. 
С 1838 году учился живописи в Высшей школе изящных искусств Парижа в мастерской у Леона Конье. В 1840 году дебютировал на ежегодном Парижском салоне с картиной «Корнелия, мать Гракхов», и в дальнейшем выставлялся там регулярно. Дважды, в 1861 и 1863 годах, работы Хиллемахера были удостоены медалей Парижского салона первой степени.  
В 1869 году Хиллемахер стал кавалером ордена Почётного легиона.
Был популярен, имел многочисленных заказчиков. Некоторые из работ художника (портреты Мольера, Буало и др.) воспроизводились в гравюре, что приносило ему дополнительный доход. 
Скончался Хиллемахер в 1887 году в Париже. В том же году парижский аукционный дом «Отель Друо» устроил посмертную распродажу работ художника.

## Галерея

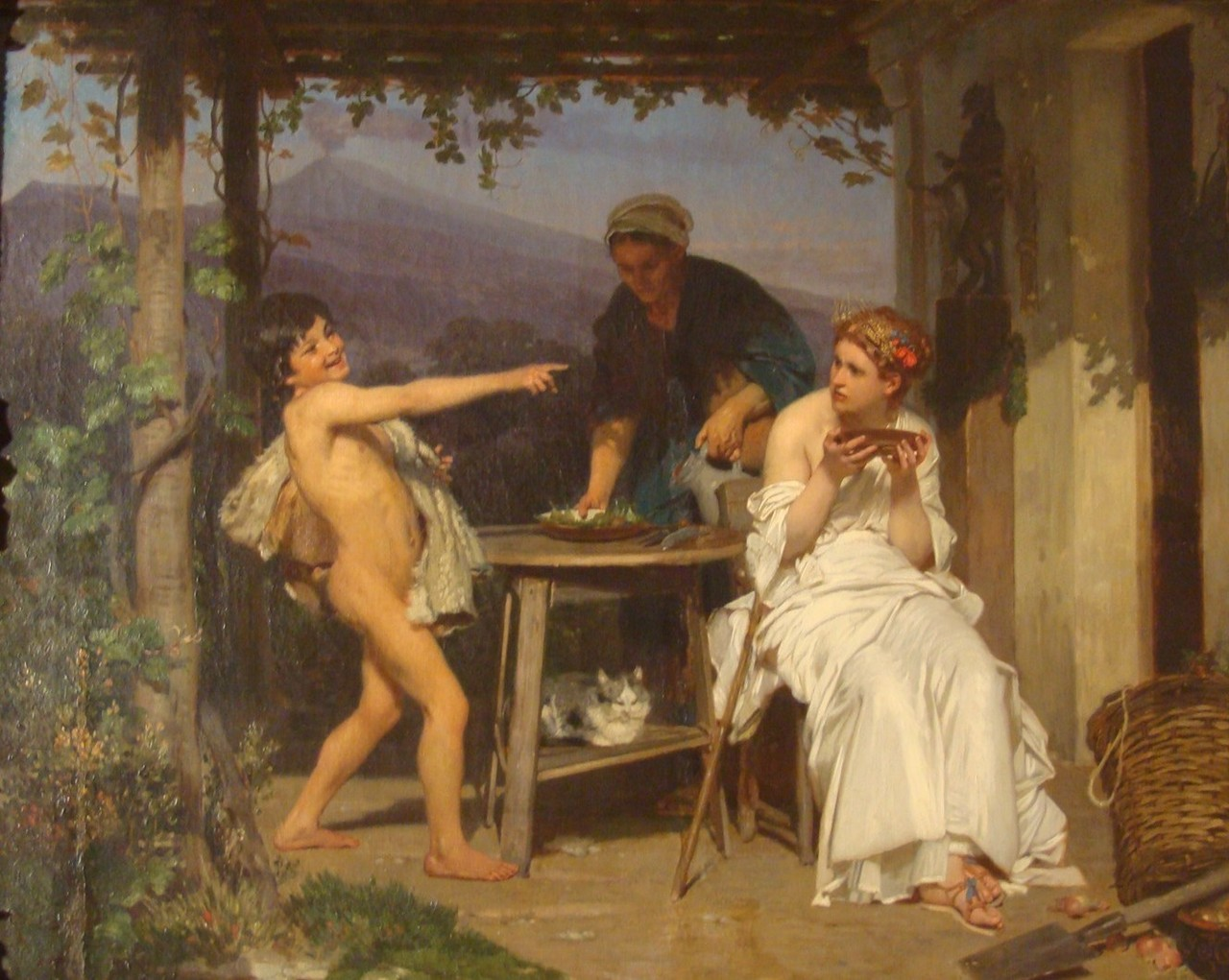
Деметра, осмеянная Аскалафом, 1877
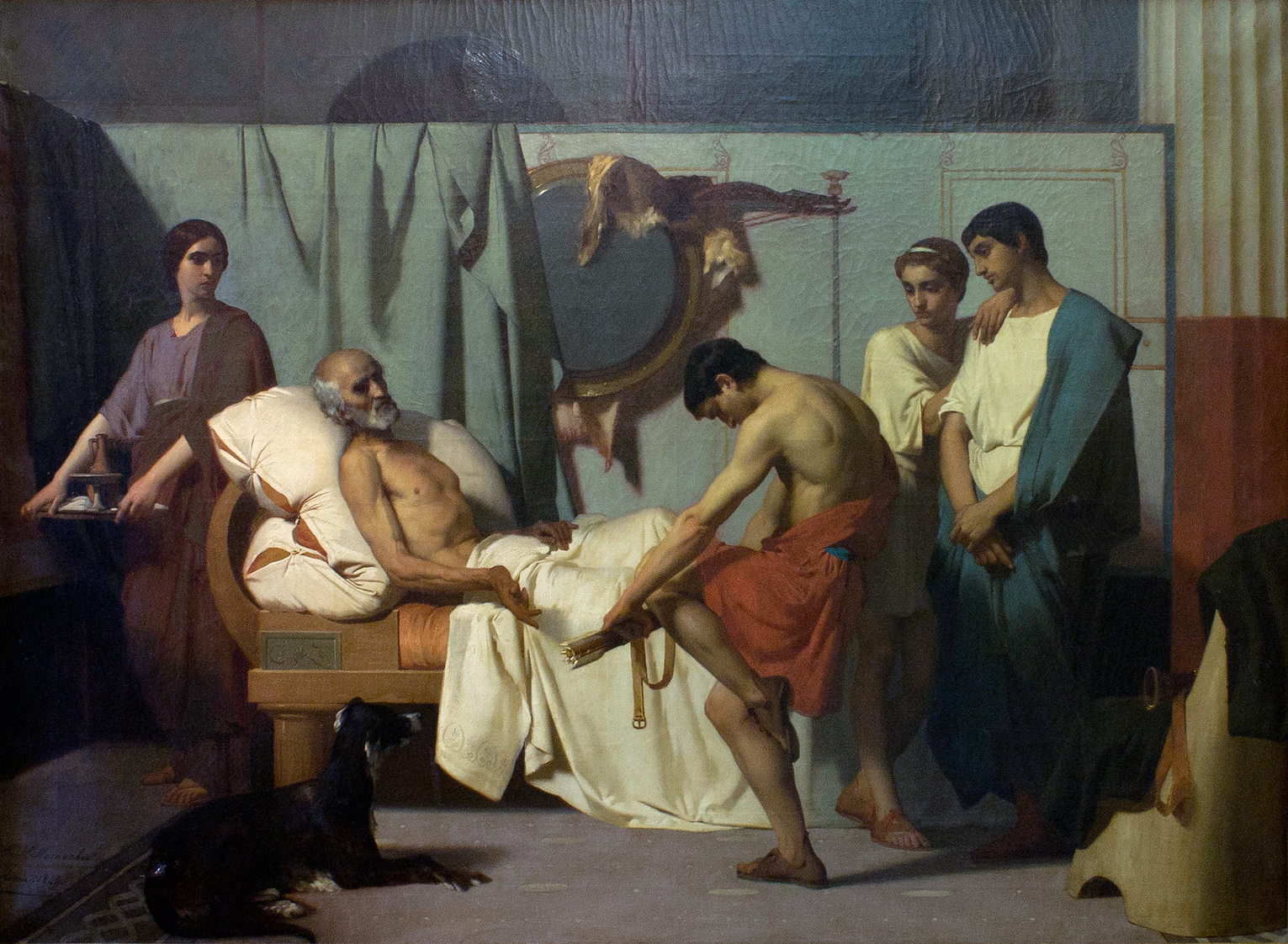
Смерть патриция
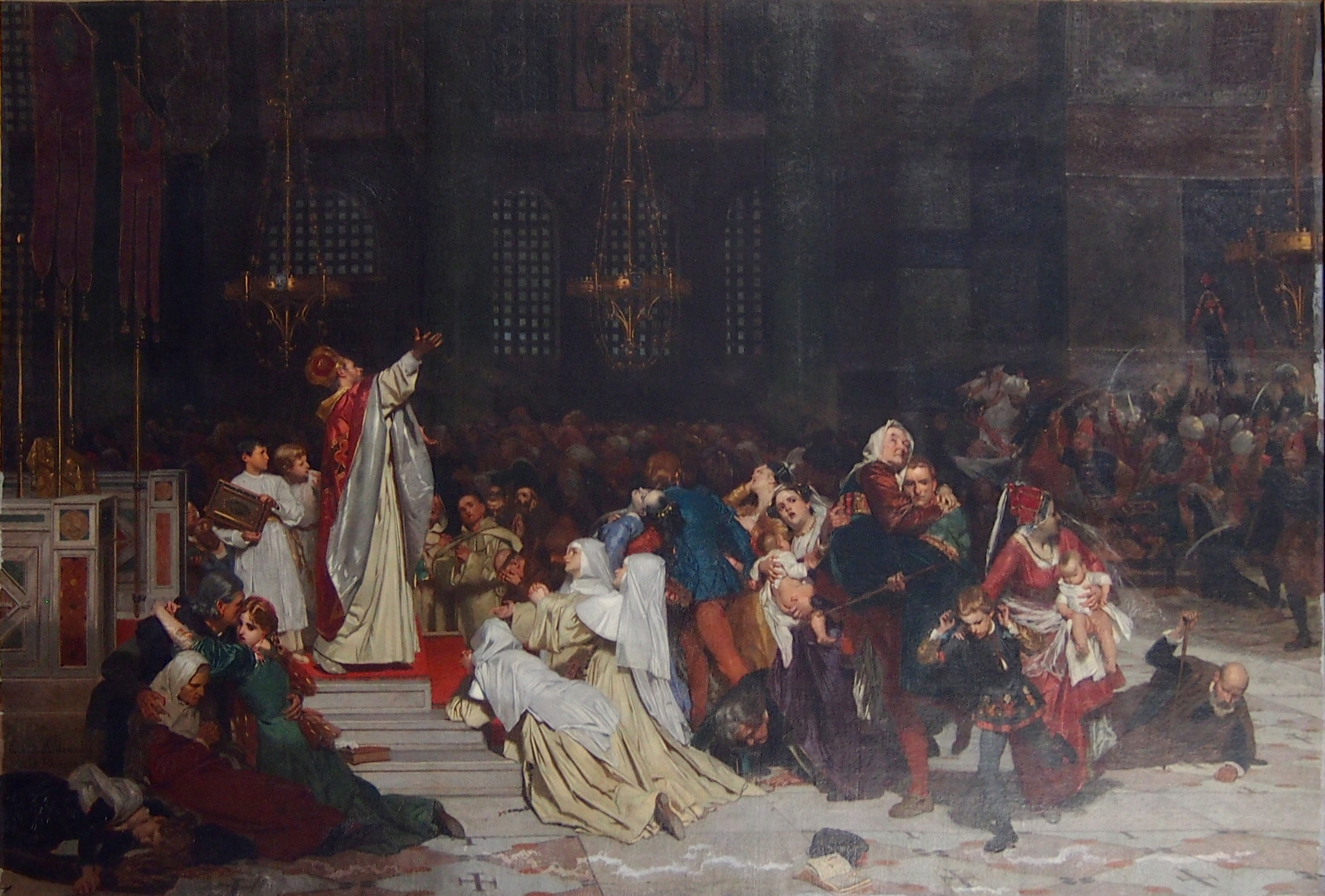
Вторжение Мехмеда Завоевателя в Храм Святой Софии в Константинополе
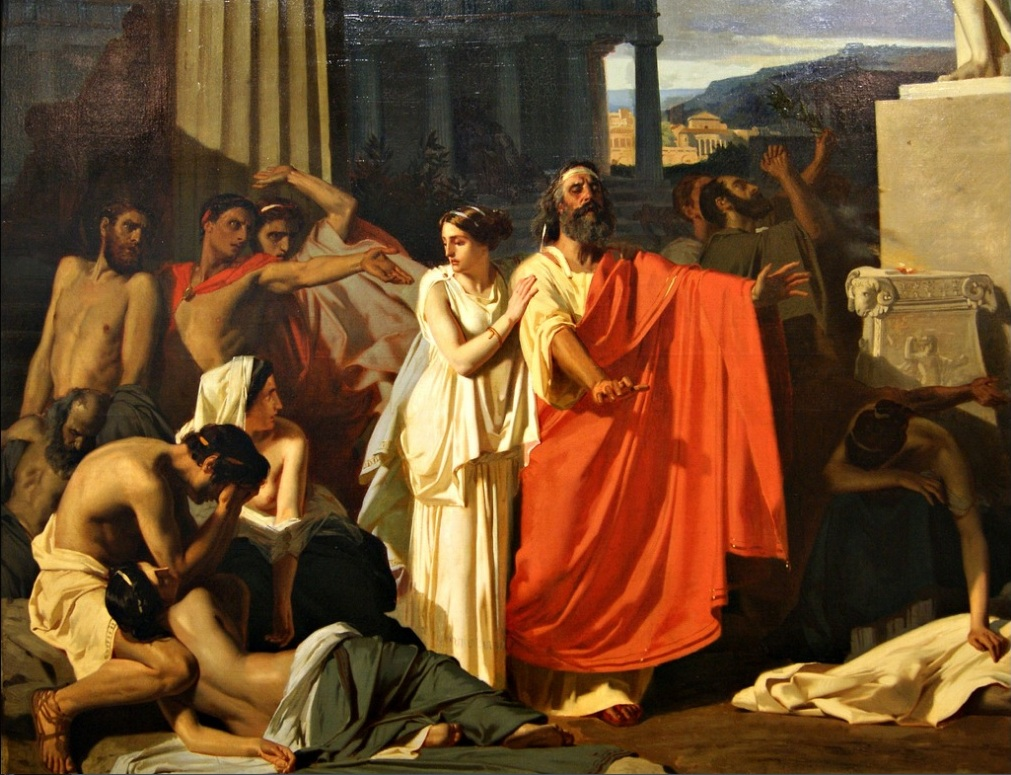
Эдип в изгнании в Фивах
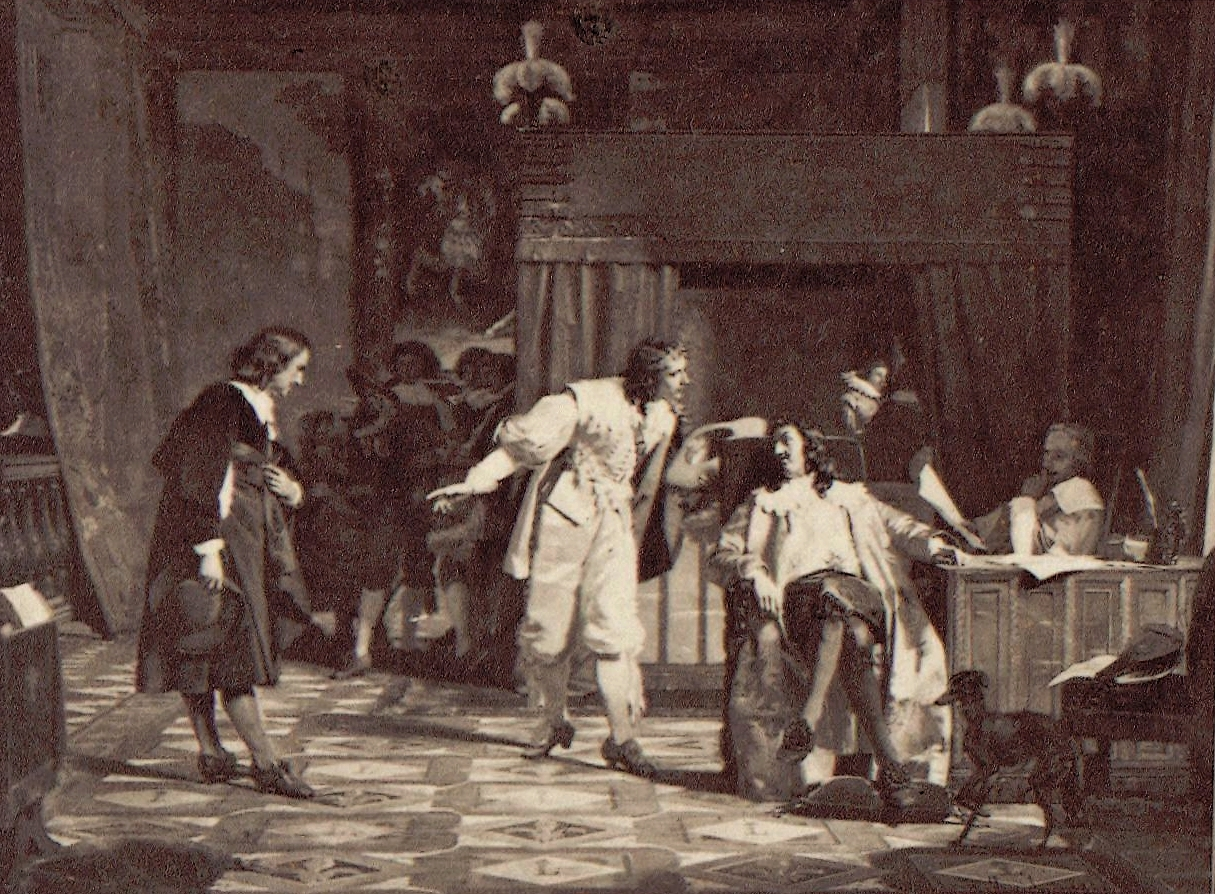
Николя Пуссен представляется Людовику XIII
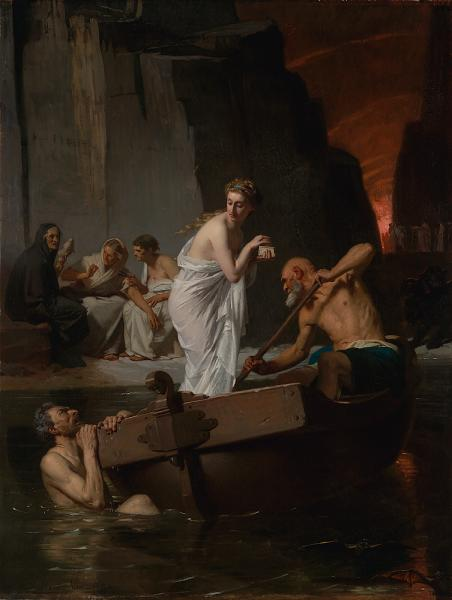
Психея в Подземном мире
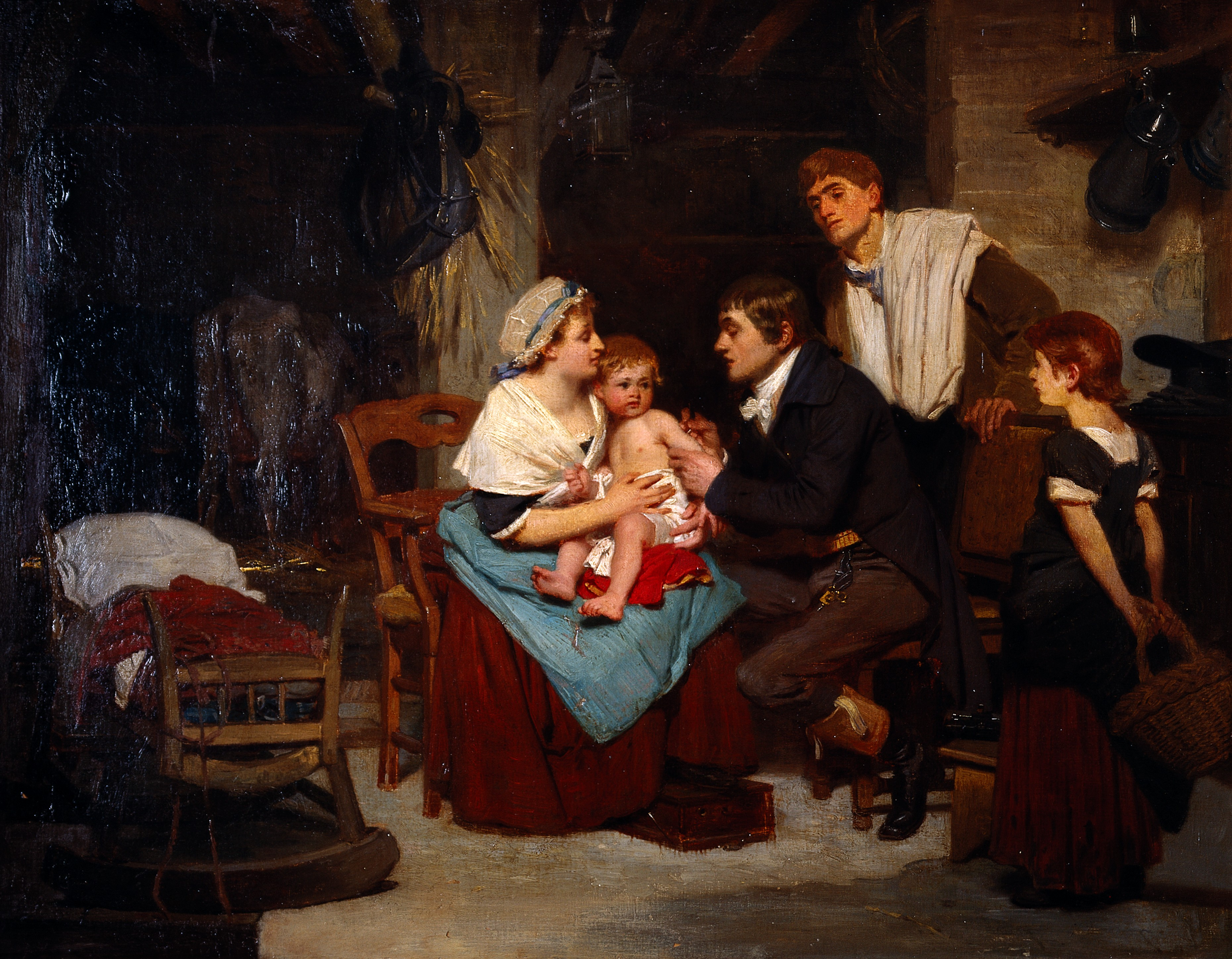
Эдвард Дженнер производит вакцинацию Джеймса Фиппса